# Alides del Tabaristan, Gilan i Daylam

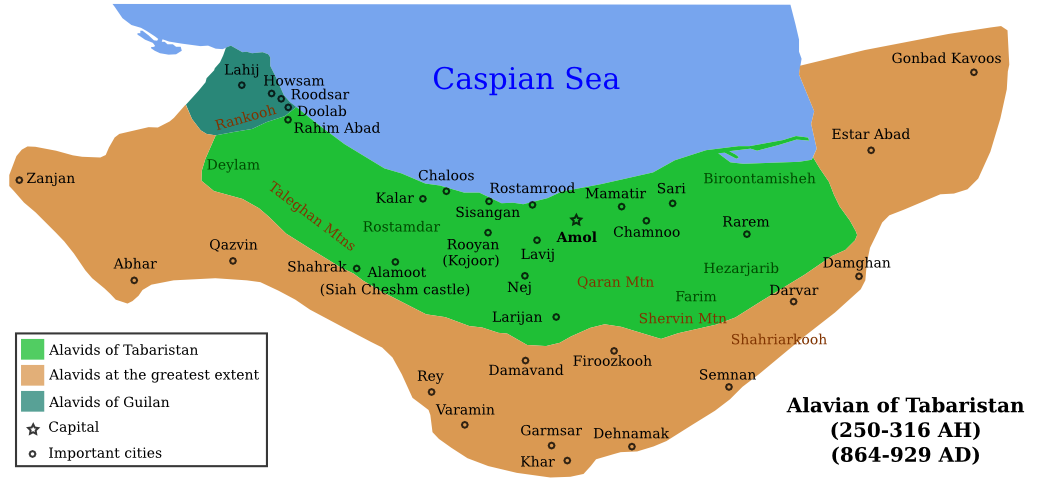
Mapa dels emirats alides

Els alides del Tabaristan, Gilan i Daylam foren una sèrie de dinasties d'origen alida que van governar a tots o alguns d'aquests territoris entre el segle ix i el xv.

## Història
Consta la presència de l'alida rebel Hàssan ibn Abd-Al·lah (amb un grup de partidaris de Kufa) al Daylam, a la vall del Rudbar sota la protecció del rei djustànida de Daylam en el regnat de Harun ar-Raixid (786-809) però no sembla que en aquest temps la seva doctrina s'estengués per la regió. La predicació cal atribuir-la al medinès imam Qàssim ibn Ibrahim ar-Rassí (mort 860) que amb alguns dels seus seguidors va operar al Tabaristan occidental, Ruyan, Calar i Čalus.

### Dinastia zaidita del Tabaristan
El zaydisme a la zona de la mar Càspia fou predicat primer entre els daylamites pel cap alida Yahya ibn Abd-Al·lah i els seus partidaris de Kufa (791/792). Els partidaris locals d'al-Kasim ibn Ibrahim van predicar a Ruyan, Kalar i Shalus.
El 864 el poble de Tabaristan occidental es va revoltar contra el govern tahírida i sota consell del da'i local alida va convidar al hasanita Hasan ibn Zayd de Rayy a assolir la direcció de la revolta. Hasan va adoptar el nom de regne d'al-Da'i ila l-Haqq i va governar fins a la seva mort el 884; el va succeir el seu germà Muhammad al-Da'i ila l-Haqq, governador de Gurgan. Però a Amol el poder fou usurpat pel seu cunyat l'alida Abu l-Husayn Ahmad ibn Muhammad al-Kaim. Muhammad no va poder entrar a Amol fins al cap de deu mesos el 885.
El 900 Muhammad ibn Zayd (Muhammad al-Da'i ila l-Haqq) va morir en batalla prop de la ciutat de Gorgan contra els samànides i va ser enterrat a Gorgan. Zayd ibn Muhammad, designat successor, fou portat a Bukharà i Tabaristan va passar sota control samànida. El husaynita al-Hasan ibn Ali al-Utrush al-Nasir li l-Hakk va operar a Gilakdjan i Hawsam i va convertir els daylamites i els gilanis a l'est del Safi Rud i el 914 va conquerir Amol. Va restaurar el zaydisme al Tabaristan (914), on va regnar fins al 917.
Llavors la zaydiyya de la Càspia es va dividir en dues escoles: la Kasimiyya (al Tabaristan occidental, Ruyan i part de Daylam) i la Nasiriyya (a Gilan i l'interior de Daylam). Tot i el reconeixement mutu, les dues comunitats van sostenir sovint imams diferents. Caigut el poder alida zaydita a Amol, Hawsam en va esdevenir el centre i seu d'una dinastia alida fundada per Djafar Muhammad al-Thair net d'un germà d'al-Nasir li l-Hakk però el poder a Hawsam fou sovint reclamat per descendents directes d'al_Nasir i per altres parents, tot i que sempre la branca descendent del germà va recuperar el poder.
Langa (entre Hawsan i Shalus) va esdevenir la seu dels imams de la Kasimiyya (segles x i xi). Més tard gran part del territori dels zaydites de Ruyan i Daylam va passar als ismaïlites nizarites i els kasimiyya es van estendre al Gilan oriental.
L'erudició religiosa entre els zaydites de la kasimiyya fou al seu punt més alt sota els imams Ahmad ibn al-Husaym al-Muayyad Billah (+ 1020) i el seu germà Abu Talib al-Natik bi l-Hakk (+ vers 1033), ambdós naturals d'Amol i que havien estudiat a Bagdad on van pertànyer al cercle del visir buwàyhida al-Sahib ibn Abbad, defensor del mutazilisme i el xiisme; van escriure obres destacades de dret religiós i sobre la tradició; els dos van adoptar la teoria de l'escola mutazilita de Bàssora.
La zaydiyya de la Càspia va declinar de manera notable al segle xii a causa d l'expansió de l'ismaïlisme; la zaydiyya va quedar reduïda a Gilan oriental. Els 150 anys següents són poc coneguts. El 1367/1368 Sayyid Ali Kiya ibn Amir Kiya va sortir a la conquesta de Gilan oriental amb el suport dels «penitents» (taiban) zaydites i fou reconegut imam pels erudits de Ranikuh i Lahidjan; la seva descendència va regnar a Lahidjan on es va establir la dinastia zaydita fins al 1526/1527, quan l'imam Sultan Ahmad Khan i els seus partidaris es van convertir al xiïsme duocedimà.

### Nasirites i kasimites
La mort inesperada de l'emir samànida el 914 va permetre al husainita medinès Hàssan al-Utruix (el Sord) que s'havia establert al Tabaristan durant el regnat de Hasan ibn Zayd i havia estat predicant convertint a molts caps daylamites, de derrotar l'exèrcit samànida al riu Burrud, a l'oest de Čalus, dominant tot seguit el Tabaristan i Gurgan. El seu govern fou considerat just per al-Tabari i a diferència dels anteriors imams alides, fou considerat com un verdader imam per la seva saviesa religiosa i la seva conducta exemplar.
Va morir el 917. Havia designat com a successor al comandant en cap del seu exèrcit al hasanita Hasan ibn al-Kasim al-Dai al-Hakk, en preferència sobre els seus propis fills, que tenien el suport dels alides de Daylam i Gilan. Un d'aquests fills, Abu l-Kasim Djafar es va oposar a Hasan, mentre l'altra, Abu l-Husayn Ahmad al començament li va donar suport; però el 919 Ahmad es va unir al seu germà Djafar al Gilan i junts van expulsar a Hasan del Tabaristan i Gurgan. Aquest va retornar al cap de poc i en set mesos va recuperar el seu domini i va fer un acord amb Abu l-Husayn Ahmad al que va nomenar governador de Gurgan.
El 921 va enviar al seu general Lili ibn Numan a conquerir Khurasan als samànides, però després d'una breu ocupació de Damghan, Nixapur i Merv, fou derrotat i mort. Els caps de l'exèrcit que va poder tornar a Gurgan van conspirar per matar Hasan ibn al-Kasim, probablement donant suport al fill d'al-Utrush, Abu l-Husayn Ahmad. Hasan, informat del fet, va fer matar set dels fills d'al-Utrush en una recepció, i aquest fet li va treure el suport dels militars daylamites i gilanites.
Abu l-Husayn Ahmad llavors es va unir al seu germà Abu l-Kasim Djafar i van contractar al cap daylamita Maqan ibn Kaki (un mercanari cap d'un grup d'homes armats, que tenia com a lloctinent a Asfar ben Shiroya) i van expulsar altre cop a Hasan ibn al-Kasim d'Amol. Abu l-Husayn Ahmad es va proclamar allí durant dos mesos abans de morir, i el va succeir el seu germà Abu l-Kasim Djafar, que va rebutjar un contraatac de Hasan ibn al-Kasim.
Abu l-Kasim Djafar va morir el 925 i fou escollit com successor (pels caps militars d'Amol) el seu nebot Abu Ali Muhammad ibn Ahmad. Poc després l'exèrcit daylamita que tenia el control de Gurgan, dirigit per Maqan ibn Kaki, i el seu cosí Hasan ibn Firuzan, van conspirar a favor d'un menor, de nom Ismail ibn Djafar, fill d'Abu l-Kasim Djafar i que era germanastre per part de la seva mare de Hasan ibn Firuzan. Abu Ali fou detingut i portat a Gorgan i Makan va posar al tron a Amol a Ismail.
A Gorgan Abu Ali va fer fracassar un intent d'assassinat contra la seva vida per part d'un germà de Makan, al que va matar, i amb l'ajut del cap militar Asfar ibn Shiroya (ara rival de Makan) va recuperar el poder a Amol. Al caps d'un mesos va morir d'una caiguda de cavall durant una carrera i el va succeir el seu germà Abu Djafar Muhammad, que aviat va perdre el suport d'Asfar i el 926 fou expulsat d'Amol per Maqan ibn Kaki que va restaurar a Hasan ibn al-Kasim amb el qual havia pactat durant aquest temps, mentre Asfar conservava Gurgan on es va declarar vassall samànida.
El 928 Makan i Hasan ibn al-Kasim van marxar per conquerir Rayy i Qom i en la seva absencia Asfar va envair Tabaristan en nom de l'emir samànida. Makan va seguir en campanya i Hasan va retornar al Tabaristan i es va enfrontar a Asfar a la rodalia d'Amol, però fou derrotat i ferit, sent mort per Mardawidj ibn Ziyar, en venjança per la mort d'un oncle que estava entre els caps daylamites i gilanites que Hasan havia fet matar a Gorgan.
Al Tabaristan el govern de Hasan, que tenia poc suport a Daylam i Gilan, havia estat popular per la seva oposició als caps militars daylamites que tractaven malament al poble. Ibn Isfandiyar diu que fou el més just i competent dels imams zaydites, però el títol d'imam no li fou reconegut pels alides del futur perquè els seus coneixements religiosos no eren prou alts.
Asfar va reposar al tron a Abu Djafar Muhammad al-Nasir però com que va llegir la khutba en nom d'aquest darrer, l'emir samànida Nasr II ibn Ahmad va protestar i finalment Asfar va haver d'arrestar a Abu Djafar i enviar-lo junt amb altres caps alides a Bukharà.
El 930 Maqan ibn Kaki va reconquerir Tabaristan i va nomenar governador al seu cosí Hasan ibn Firuzan que va posar al tron a Ismail ibn Djafar, però aquest fou enverinat al cap de poc per la mare del seu cosí Abu Djafar Muhammad; quasi al mateix temps Abu Djafar era alliberat del seu captiveri a Bukharà i va obtenir el suport de Mardawidj ibn Ziyar que es va revoltar i es va apoderar de Rayy.
El 931 va enviar a Abu Djafar en una campanya per recuperar Tabaristan a Maki i més tard Wuixamguir ibn Ziyar, germà i successor de Mardawidj, va enviar a Abu Djafar a governar Amol sota la seva sobirania (ziyàrides) però Abu Djafar aviat va retornar a Rayy (on va viure fins a la seva mort); després de la conquesta de Rayy pel buwàyhida Rukn al-Dawla Abu Djafar va perdre la seva autoritat religiosa mentre la política ja l'havien perdut a mans de Makan, Asfar i Mardawidj.

### Nasirites tayirites, nasirites i kasimites com a poders locals
Els alides però van subsistir com a petites dinasties locals, a Hawsam (moderna Rudsar), on al-Utrush havia predicat, va sorgir una dinastia nasirita fundada vers 932 per Abu l-Fadl Djafar ibn Muhammad, net de Husayn Sayir (germà d'al-Nasir al-Utrush) i per part de mare net directament d'al-Nasir al-Utrush. Tant ell com la majoria dels seus descendents van agafar el nom de regne de Tayir fillah, però cap va reclamar l'imamat zaydita. Amb diverses aliances es va apoderar per tres vegades d'Amol entre el 948 i el 953 però no va poder conservar la ciutat, i va morir el 961 sent enterrat a Miandeh a uns 30 km de l'est d'Hawsam.
El va succeir el seu fill Abu l-Husayn Mahdi al-Kaim al-Hakk, que només li va sobreviure uns mesos i va morir de poliomielitis; va pujar al tron llavors el seu germà Abu l-Kasim Husayn Tayir que fou fet presoner i cegat pel ziyàrida Langar ibn Wuixamguir que ja abans havia intentat conquerir el Gilan oriental als alides; però el domini de Langar fou efímer doncs al cap de poc Hawsam fou recuperat per l'alida Abu Muhammad Hasan al-Nasir, fill d'Abu Djafar Muhammad ibn Ahmad que, probablement amb suport del buwàyhida Rukn al-Dawla rival dels ziyàrides, va combatre a Langar i el va matar en batalla.
Abu Muhammad Hasan al-Nasir fou enderrocat al cap d'un temps per un tercer fill d'Abu l-Fadl Tayir de nom Abu Muhammad Hasan Amirka. El deposat Abu Muhammad es va refugiar amb el buwàyhida Rukn al-Dawla a Rayy. Amirka es va enfrontar aviat amb el djustànida rei de Daylam, Manadir, que tenia capital a Alamut, el qual va escriure a un fill de Hasan ibn al-Kasim al-Da'i, de nom Abu Abd Allah Muhammad Mahdi al-Din Allah, al que va aconsellar reclamar l'imamat zaydita a Gilan i Daylam, i li va prometre el seu suport.
Abu Abd Allah Muhammad Mahdi al-Din Allah havia viatjat de jove per Iran, Oman i Iraq i tenia el suport de molts zaydites que el consideraven un candidat òptim per a l'imamat; havia patit diversos empresonaments i deportacions; el 948/949 va anar a Bagdad on va estudiar lleis amb el destacat hanefita Abu l-Hasan Karki i teologia amb el mutazilita Abu Abd Allah al-Basri; el 959/960 el buwàyhida Muizz al-Dawla li va oferir la posició de naqib dels alides que per insistència va acceptar però amb la condició de quedar exceptuat d'haver de visitar al califa abbàssida i de vestir les robes negres oficials dels abbàssides. Va acceptar la invitació de Manadir i va marxar de Bagdad en secret (964) i es va presentar al Daylam; en la seva lluita contra Amirka se li va unir Abu Muhammad Hasan al que el buwàyhida Rukn al-Dawla havia donat diners i que va conquerir Hawsam a Amirka, deixant però el poder a Abu Abd Allah Muhammad Mahdi al-Din Allah, que era el seu oncle matern i més expert en teologia que ell mateix. Fou el primer alida que va ser reconegut per tots els zaydites com imam. Va intentar reunir les dues tendències, nasiriya i kasimiya, declarant que les ambdues eren igualment valides, cosa que fou generalment acceptada. L'únic que resistia era Amirka que dominava un castell no gaire lluny d'Hawsam, però finalment fou fet presoner i tot seguit perdonat. Quan Mahdi va anar a conquerir Ruyan va deixar a Amirka coma delegat a Hawsam i en la seva absencia Amirka es va revoltar; Mahdi va retornar i Amirka va haver de fugir, i fou capturat per segona vegada el 969, però altre cop fou alliberat, aquest cop per pressió de Manadir i altres caps daylamites. Mahdi va conservar el poder fins a la seva mort (potser a causa de verí) el 970 i fou enterrat a Hawsam.
Ara es van enfrontar per la successió Amirka i Abu Muhammad (que als darrers anys havia abandonat dues vegades al Mahdi per la seva preferència per Amirka); aquest darrer tenia el suport de Rukn al-Dawla i va capturar i matar Amirka i es va proclamar imam a Hawsam sota sobirania del buwàyhida.
El ziyàrida Bisutun va enviar al mig cec Husayn Tayir amb diners i homes per ocupar la ciutat, per Husayn fou derrotat i mort per Abu Muhammad, però el fill del mort, Abu l-Hasan Ali, va iniciar operacions per venjar la mort del pare i el 974/975 va aconseguir expulsar al seu enemic d'Hawsam i es va proclamar imam sota sobirania ziyàrida. Va romandre en el poder fins al 980 sense que Abu Muhammad pogués obtenir suport de cap sobirà per recuperar el tron.
Després del 980 les fonts desapareixen excepte les biografies dels imams moltes de les quals només es refereixen a aspectes religiosos oblidant els polítics. Els dos següents imams foren Abu l-Husayn Ahmad ibn Husayn al-Muayyid billah de la família bohtani, i el seu germà gran Abu Talib Yahya al-Natik al-Hakk, tots dos nadius d'Amol però que havien estudiat a Bagdad i que tenien el suport del visir buwàyhida Sahib ibn Abbad i del jutge mutazilita Abd al-Djabar de Rayy.
Hawsam després del 980 havia quedat en disputa entre els descendent de Tayir i d'Abu Muhammad i el 990 al-Muayyid es va proclamar imam al Gilan oriental i per dues vegades va ocupar Hawsam i la va governar uns anys, fou expulsat pels nasirites i va haver de tornar a Rayy i quan va tornar al Gilan per tercera vegada es va establir a Langa, en territori dels alides kasimites entre Hawsam i Čalus, on altres alides kasimites havien estat actius anteriorment entre els quals Yahya al-Hadi al-Hakk, net de Kasim ibn Ibrahim, fundador de l'imamat zaydita al Iemen.
Quan al-Muayyid es va establir a Langa, Hawsam va passar o acabava de passar al tayirita Kia Abu l-Fadl, que va reconèixer al-Muayyid com imam superior. El 1009 al-Muayyid i Kia amb el suport del ustandar de Ruyan, van intentar ocupar Amol als nasirites (vassalls del ziyàrida Kawus) però foren derrotats i el ustandar va canviar de bàndol i va reconèixer la sobirania ziyàrida. Finalment al-Muayyid va signar un tractat de pau amb Manushihr ibn Kawus, el successor de Kawus, pel qual aquest pagaria un subsidi anyal de 2000 dinars a l'imam. Al-Muayyid va morir el 1020 i fou enterrat a Langa.
Langa va romandre en poder dels imams kasimites. Se suposa que el va succeir el seu germà Abu Talib Yahya al-Natik al-Hakk del que se sap que va morir el 1033. El 1026 apareix a Langa el husaynita Ahmad ibn Abi Hashim Manakdim, que va ser imam amb el nom de Mustansir billah que probablement fou reconegut com a imam a la mort d'al-Natik el 1033 i va governar un temps indeterminat que podria ser a l'entorn dels deu anys, fins a la seva mort; fou enterrat a Langa.
Al mateix temps Hawsam va romandre probablement disputada entre els nasirites i els tayirites. El 1040/1041 els erudits locals van nomenar com a imam al nasirita Husayn ibn Djafar al-Nasir. Els seus territoris es van estendre a Khanakdja a la vora del cafit Rud, fins a la frontera del Tabaristan, incloent el territori del ustandar de Ruyan i la fortalesa d'Alamut. Es va casar amb una filla del ispahbad bawàndida de Tabaristan que li enviava un tribut mensual; tot i així va esclatar la guerra entre alides i bawàndides de la que no se sap gairebé res. Husayn ibn Djafar va morir el 1079/1080 i fou enterrat a Hawsam.
Després apareix reclamant l'imamat kasimita a Ruyan Yahya Hadi Hukayni, fill de Mahdi Hukayni, que sembla que va perdre Langa. Al Gilan oriental un descendent d'al-Utrush, de nom Abu l-Reza Kisumi, governava com a delegat del difunt Husayn Nasir sense reclamar l'imamat. La lluita entre els dos alides sembla que va acabar en una divisió del territori.
Yahya Hadi Hukaynu fou expert en teologia i va elaborar les doctrines legals dels kasimites. El seu regne fou alterat per una invasió dels turcs. En els següents anys els ismaïlites van guanyar influencia al Daylam i el 1090 es van apoderar d'Alamut. Els alides foren tradicionalment oposats als ismaïlites i Hadi va prohibir la treva contra aquests i va executar a un ghazi acusat de fer-hi un pacte. El 1097 fou assassinat a Kadju (Ruyan) per un ismaïlita. Llavors Abu l-Reza Kisumi, l'altre cap alida, va reclamar l'imamat i fou reconegut pels zaydites de Gilan i Daylam tot i ser nasirita però tolerant amb els kasimites. No va viure gaire temps i fou enterrat a Kisum al Gilan oriental.
Un alida de nom Kia Buzurg al-Da'i al-Hakk Riza ibn Hadi és esmentat com a rei de Daylam vers el 1100 per Ibn Isfandiyar i era probablement fill o net de Hadi Hukayni. Sembla que va dirigir cinc mil daylamites que van anar en ajut del ispahbad bawàndida Ali ibn Shahriyar Ala al-Dawla que estava sent atacat pels seljúcida Masud (vers 1128); sota el bawàndida Shah Ghazi Rustam V, Kia tenia en feu Rudbast i dirigia la guerra contra els ismaïlites del Daylam; el baduspànida Hazarasp es va casar amb una germana de Kia i mare del ustandar de Ruyan Kay Kawus; va ajudar a Shah Ghazi en el setge dels castells ismaïlites de Mehrbon i Mansurkuh (vers 1156) i va morir poc després, i el feu fou concedit pel bawàndida al ustandar Kay Kawus.
El 1108-1109 el besnet d'al-Muayyid, Abu Talib Akir Yahya ibn Ahmad, va reclamar l'imamat a Khanakdja amb el suport d'un teòleg respectat descendents d'al-Utrush, de nom Nasir Reza. Fou reconegut en alguns llogarets del Gilan oriental com Hawsam i part del Daylam o Daylaman (en la part que encara no dominaven els ismaïlites). Lahidjan (que havia sorgit al lloc d'Hawsam com a capital del Gilan oriental) estava governada per l'alida tayirita Sulayman ibn Ismail i els tayirites van dominar en aquesta zona fins al segle xv. Abu Talib va ocupar Lahidjan temporalment i la va cremar i va iniciar una guerra llarga contra els ismaïlites i es diu que els va conquerir 38 dels seus castells i que va assetjar fins i tot Alamut. Va rebre ajut del governant d'Oman que era zaydita. El 1117 va reclamar ser reconegut com a imam al grup zaydita del Iemen i el amir Mihsen ibn Hasan (descenendent de Yahya Hadi) el va reconèixer com imam suprem i va esdevenir el seu delegat a Sada. Però el poder d'Abu Talib es va enfrontar a un altre alida de Gurgan, Hasan Djurdjani, que va conquerir Hawsam i Lahidjan i el va expulsar cap a Khanakdja; un senyor local daylamita va ajudar a Abu Talib i va aconseguir expulsar a Djurdjani del Gilan i Daylam, però per mantenir-se Abu Talib va haver de procedir a extorsionar i confiscar cosa que va provocar les protestes dels ulemes, i es va haver de retirar a Tanhidjan al Daylam; encara que va retornar sovint a Gilan, no en va poder recuperar el seu control. Aquests disputes entre alides foren aprofitades pels ismaïlites per estendre el seu domini.
Abu Talib va morir a Tanhidjan el 1126 i Hasan Djurdjani es va presentar per reclamar ser reconegut per fou fet presoner i executat a Tanhidjan. El 1131/1132 un altre pretendent zaydita, Abu Hashim Kia Djurdjani, segurament un parent, fou capturat i mort pels ismaïlites que finalment van aconseguir el control de la regió.
A Gilan l'imamat zaydita desapareix fins al 1149/1150 quan un alida de l'exterior, Ashraf ibn Zayd Hasani va aparèixer a Lahidjan reclamant l'imamat. Inicialment fou reconegut però quan els intel·lectuals zaydites van impugnar els seus coneixements va perdre suport. Va morir al cap de pocs any i fou enterrat a Tedjen.
Després del 1165 un hasanita de Gazni, Ali ibn Muhammad al-Gaznavi, va aparèixer a Gilan reclamant suport per restaurar la justícia i moralitat segons la llei zaydita, sense reclamar l'imamat. Poc després un altre alida del Tabaristan Muhammad ibn Ismail Dawudi Hasani va aparèixer reclamant l'imamat; els dos pretendents es van repudiar un a l'altra i es van formar dos partits cadascun donant suport a un candidat. Això va durar un trenta anys fins que van morir. El 1208/1209 l'imam iemenita al-Mansur billah Abd Allah ibn Hamza va obtenir reconeixement dels zaydites del Gilan, almenys fins a la seva mort el 1217.
En endavant durant un segle i mig no hi ha quasi informació ni dels alides del Gilan ni dels de Daylam o Daylaman. El 1275/1276 el iemenita al-Mutawakkil allah Mutahhir ibn Yahya (mort el 1298) va enviar missatgers a Gilan i Daylaman i fou reconegut per alguns ulemes. En el regnat d'Oldjeitu, un descendent d'al-Utrush de nom Muhammad ibn Haydar, és esmentat com a governant Kučesfan i altres regions del Gilan oriental entre els nasirites; entre els kasimites una dinastia descendent a'la-Muayyid al Bohtani va obtenir el control de Tunukhabun i regions veïnes en aquest període, i un d'ells de nom Sayyid Rekhabzan Kia va morir en una campanya per conquerir Lahidjan (1367/1368).
Els alides es van reforçar quan el sayyed Kiwan al-Din ibn Abd Allah, descendent del husaynita Hasan Marashi, va governar Amol el 1359 i va estendre el seu poder a tot el Mazanderan. La seva dinastia va governar al Mazanderan fins al temps dels safàvides. Va donar suport al cap zaydita Sayyid Ali Kia i als seus talibans (penitents), milícia formada pel seu pare Amir Kia Malati. Ali Kia era descendent d'Ali ibn Muhammad Gaznavi i el seu centre era Malat a la frontera oriental del Gilan, però no se'n va sortir en la lluita contra els senyors locals; el 1367/1368 Kiwan al-Din el va enviar a conquerir Gilan oriental i va expulsar a un fill de Sayyid Rekhabzan Kia de Tunukhaban i for formalment reconegut com a imam pels ulemes zaydites de Ranikuh i Lahidjan. Els seus descendents van governar a Lahidjan com una dinastia més però van romandre zaydites fins al 1526/1527 quan Sultan Ahmad Khan i la major part dels seus súbdits es van convertir al xiisme doudecimà.